# ارنستو والورده
ارنستو والورده تخدور (به اسپانیایی: Ernesto Valverde Tejedor‎، زاده ۹ فوریه ۱۹۶۴) بازیکن سابق و مربی کنونی فوتبال اهل اسپانیا است. وی در ماه ژانویه سال ۲۰۲۰ پس از شکست ۲–۳ مقابل اتلتیکو مادرید از سرمربی‌گری بارسلونا برکنار شد. او در ژوئن ۲۰۲۲ سرمربی اتلتیک بیلبائو شد و دوباره به دنیای مربی‌گری بازگشت.

## آمار سرمربی‌گری
تا تاریخ ۱۳ ژانویه ۲۰۲۰
| تیم            | کشور       | از            | تا             | رکورد | رکورد | رکورد | رکورد | رکورد | رکورد | رکورد | رکورد | منبع  |
| تیم            | کشور       | از            | تا             | بازی  | پ     | م     | ب     | گ‌ز    | گ‌خ    | ت‌گ    | برد % | منبع  |
| -------------- | ---------- | ------------- | -------------- | ----- | ----- | ----- | ----- | ----- | ----- | ----- | ----- | ----- |
| اتلتیک بیلبائو | اسپانیا    | ۳۰ ژوئن ۲۰۰۲  | ۳۰ ژوئن ۲۰۰۳   | ۴۴    | ۲۲    | ۱۰    | ۱۲    | ۶۳    | ۵۱    | ۱۲+   | ۰۵۰   | [ ۱ ] |
| اتلتیک بیلبائو | اسپانیا    | ۳۰ ژوئن ۲۰۰۳  | ۲۱ ژوئن ۲۰۰۵   | ۹۳    | ۳۸    | ۲۳    | ۳۲    | ۱۴۳   | ۱۱۹   | ۲۴+   | ۰۴۱   | [ ۲ ] |
| اسپانیول       | اسپانیا    | ۲۶ مه ۲۰۰۶    | ۲۸ مه ۲۰۰۸     | ۹۹    | ۳۷    | ۳۰    | ۳۲    | ۱۲۹   | ۱۲۷   | ۲+    | ۰۳۷   | [ ۳ ] |
| المپیاکوس      | یونان      | ۲۸ مه ۲۰۰۸    | ۸ مه ۲۰۰۹      | ۴۷    | ۳۲    | ۶     | ۹     | ۹۵    | ۴۵    | ۵۰+   | ۰۶۸   | [ ۴ ] |
| ویارئال        | اسپانیا    | ۲ ژوئن ۲۰۰۹   | ۳۱ ژانویه ۲۰۱۰ | ۳۲    | ۱۳    | ۷     | ۱۲    | ۵۱    | ۴۰    | ۱۱+   | ۰۴۱   | [ ۵ ] |
| المپیاکوس      | یونان      | ۷ اوت ۲۰۱۰    | ۳۱ مه ۲۰۱۲     | ۸۴    | ۶۳    | ۷     | ۱۴    | ۱۶۳   | ۴۷    | ۱۱۶+  | ۰۷۵   | [ ۶ ] |
| والنسیا        | اسپانیا    | ۳ دسامبر ۲۰۱۲ | ۲ ژوئن ۲۰۱۳    | ۳۰    | ۱۶    | ۷     | ۷     | ۵۶    | ۳۸    | ۱۸+   | ۰۵۳   | [ ۷ ] |
| اتلتیک بیلبائو | اسپانیا    | ۱ ژوئیه ۲۰۱۳  | ۲۳ مه ۲۰۱۷     | ۲۱۳   | ۱۰۲   | ۴۵    | ۶۶    | ۳۱۸   | ۲۴۰   | ۷۸+   | ۰۴۸   | [ ۸ ] |
| بارسلونا       | اسپانیا    | ۲۹ مه ۲۰۱۷    | ۱۳ ژانویه ۲۰۲۰ | ۱۴۵   | ۹۷    | ۳۲    | ۱۶    | ۳۳۹   | ۱۲۸   | ۲۱۱+  | ۰۶۷   | [ ۹ ] |
| مجموع آمار     | مجموع آمار | مجموع آمار    | مجموع آمار     | ۷۸۳   | ۴۱۶   | ۱۶۸   | ۱۹۹   | ۱٬۳۴۴ | ۸۲۵   | ۵۱۹+  | ۰۵۳   | —     |

## افتخارات

### بازیکن
اسپانیول
- جام یوفا، نایب قهرمان: ۸۸–۱۹۸۷

بارسلونا
- کوپا دل ری: ۹۰–۱۹۸۹
- جام برندگان جام اروپا: ۸۹–۱۹۸۸

### مربی
اسپانیول
- جام یوفا، نایب قهرمان: ۰۷–۲۰۰۶

المپیاکوس
- سوپر لیگ یونان: ۰۹–۲۰۰۸، ۱۱–۲۰۱۰، ۱۲–۲۰۱۱
- جام حذفی یونان: ۰۹–۲۰۰۸، ۱۲–۲۰۱۱

اتلتیک بیلبائو
- سوپر جام اسپانیا: ۲۰۱۵
- کوپا دل ری:۲۰۲۴-۲۰۲۳

بارسلونا
- لا لیگا: ۱۸–۲۰۱۷، ۱۹–۲۰۱۸
- کوپا دل ری: ۱۸–۲۰۱۷
- سوپر جام اسپانیا: ۲۰۱۸

### افتخارات فردی
- مربی سال لا لیگا به انتخاب یوفا: ۱۶–۲۰۱۵[۱۰]